# Rosario Scalero
Natale Bartolomeo Melchiorre Rosario Scalero (Moncalieri, 24 dicembre 1870 – Montestrutto, 24 dicembre 1954) è stato un violinista e compositore italiano che si conquistò fama e autorità come insegnante negli Stati Uniti.
Fu infatti docente di composizione tra il 1919 e il 1928 alla Mannes School di New York e, tra il 1924 e il 1946 al Curtis Institute of Music di Filadelfia di cui divenne Direttore del Dipartimento di Teoria e composizione. Scalero contribuì in maniera determinante allo sviluppo della musica americana trasformando giovani studenti in artisti completi e originali. Nel periodo tra il 1919 e il 1946 ebbe in America più di 200 allievi, alcuni dei quali raggiunsero la notorietà, negli Stati Uniti e in tutto il mondo. Tra questi Gian Carlo Menotti, Samuel Barber e Nino Rota.

## Biografia

### L’educazione e l’ambiente famigliare
Nato da Bartolomeo Scalero e Rosa Gambaudo, Rosario Scalero proveniva da una famiglia di fedeli impiegati dei Savoia: il bisnonno Scalero prestò servizio come guardiacaccia del re Vittorio Emanuele II. Fu soprattutto la madre Rosa a incoraggiare il figlio, anche finanziariamente, nella carriera di musicista.

### La formazione musicale

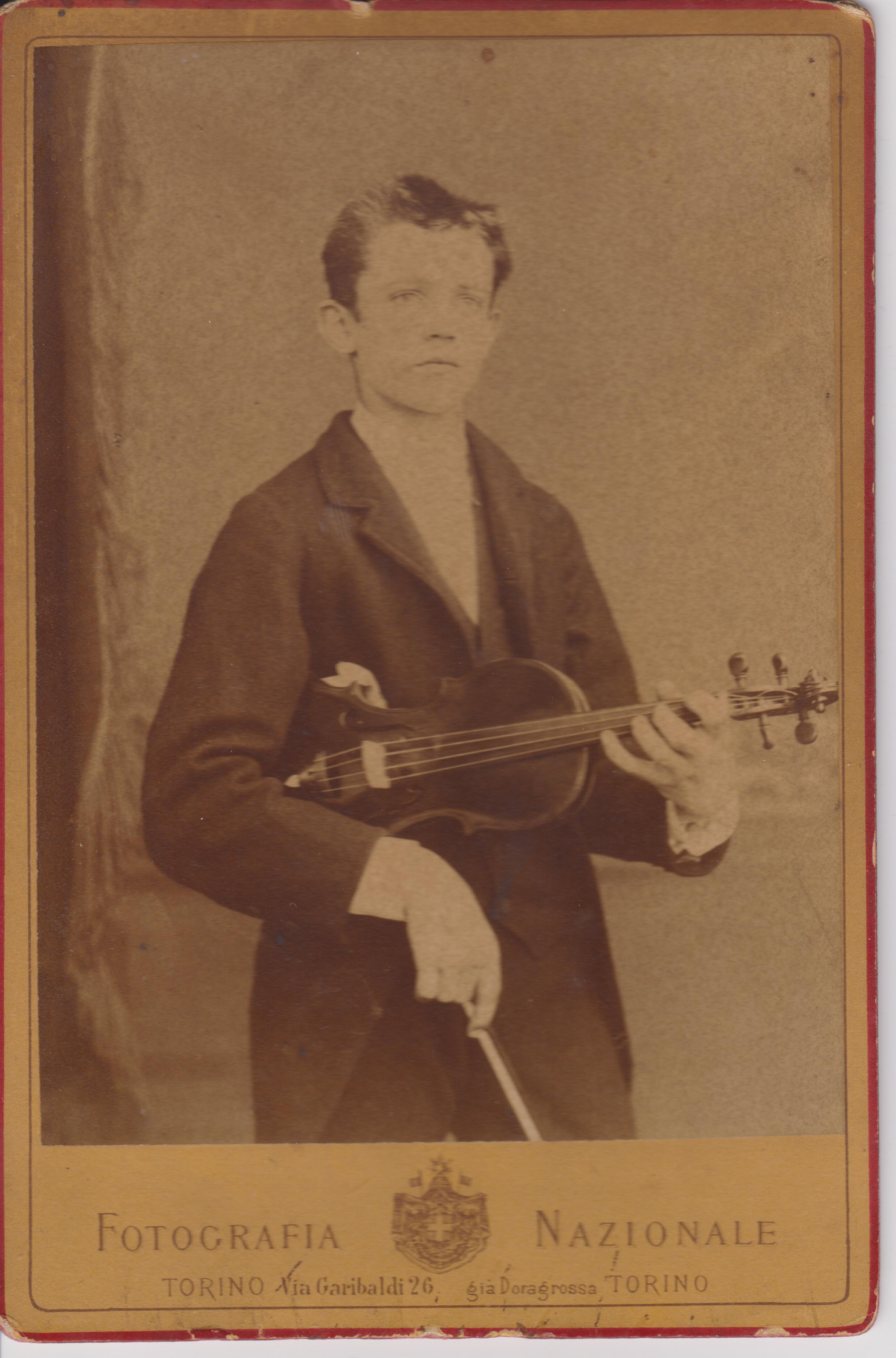
Scalero, periodo degli studi musicali al Liceo Musicale di Torino 1882-1888

Ancora fanciullo, Rosario ricevette i primi rudimenti musicali presso l’Oratorio di S. Filippo a Torino. Dal 1882 al 1888 fu allievo del Liceo Musicale di Torino dove studiò violino con Luigi Avalle. Alla fine dell’anno scolastico 1887-88, nonostante la sua carriera di studente fosse davvero esemplare e gli mancasse solo un anno per ottenere il diploma, Rosario abbandonò improvvisamente il Liceo. La ragione che determinò questa decisione fu probabilmente un’invincibile antipatia verso qualcuno, forse una punizione severa ricevuta da Giovanni Bolzoni, l’allora Direttore del Liceo.
Il periodo della formazione musicale di Scalero coincise con gli anni della “scoperta” di Beethoven sinfonista a Torino. Nei Concerti Popolari diretti da Carlo Pedrotti, Rosario venne in contatto per la prima volta, così come il pubblico torinese, con le composizioni sinfoniche di Beethoven. Fu proprio il ventenne Rosario a concorrere alla diffusione presso il pubblico torinese del Concerto in re maggiore op. 61 per violino e orchestra di Beethoven, presentandolo non in prima ma in seconda esecuzione cittadina al Teatro Scribe il 4 giugno 1890. Il 23 aprile 1894 Scalero si esibì nuovamente a Torino al teatro Carignano.

### Il perfezionamento
Nel 1889 Rosario decise di perfezionarsi a Genova sotto la guida del celebre violinista Camillo Sivori, l’unico allievo che Nicolò Paganini riconobbe come proprio. Camillo Sivori intuì subito le doti del giovane allievo e dopo averlo seguito nel suo perfezionamento tecnico-musicale gli consigliò di fare tutte quelle esperienze necessarie per lo sviluppo della sua personalità di artista. Rosario aveva dunque bisogno di viaggiare, di confrontarsi con realtà musicali internazionali e, nello stesso tempo, di continuare a perfezionarsi.

### La creazione di una nuova famiglia
Un romantico, e in principio contrastato, amore legò il violinista Rosario Scalero a Clementina Delgrosso, figlia di Alessandro Delgrosso, avvocato civilista benestante assai noto a Torino. I due si conobbero alla scuola Verri in piazza San Carlo, frequentata dalle signorine della buona società che volevano imparare a suonare il pianoforte. Si innamorarono e vollero sposarsi. Il matrimonio fra il ventunenne violinista e la diciannovenne figlia dell’avvocato avvenne il 17 novembre 1892, non senza qualche resistenza da parte della famiglia borghese di lei.

### Le prime affermazioni in Europa come concertista
Nel 1895 Scalero decise di recarsi a Londra per approfondire lo studio del violino sotto la guida di August Wilhelmj già Konzertmeister di Richard Wagner a Bayreuth. A Londra diede tre recital violinistici in Queen’s Hall riscuotendo gli elogi della critica. Poi nel 1900 si trasferì a Vienna e qui rimase fino al 1907 per portare a termine un ciclo di studi di composizione.

### Gli studi di composizione a Vienna
Fu il compositore piemontese Leone Sinigaglia, che, venendo incontro al desiderio di Scalero di studiare seriamente la composizione, gli consigliò di recarsi a Vienna da Eusebius Mandyczewski, allievo ed intimo amico di Johannes Brahms e rappresentante della sua scuola di contrappunto, editore di tutte le composizioni di Franz Schubert e Franz Joseph Haydn, direttore artistico e bibliotecario della Casa della Musica di Vienna. Il primo approccio con il nuovo insegnante non fu facile ma con il passare del tempo Mandyczewski cominciò a stimare sempre più l’allievo. Fu Mandyczewski che introdusse Scalero negli archivi di Vienna, mettendogli in mano, affinché li studiasse, i manoscritti di Beethoven. Lo inserì in una cerchia di amicizie molto elevate, così da frequentare la migliore società viennese. Presso le famiglie Conrat e Löwemberg conobbe le più importanti personalità musicali della città tra cui Gustav Mahler, allora conosciuto come eccentrico direttore d’orchestra.  A Vienna Scalero compose, in un getto di freschezza creativa, gran parte della sua produzione da camera pubblicata poi da Breitkopf & Härtel. Visse un periodo della sua vita estremamente soddisfacente, spesso in compagnia del suo fedele amico Leone Sinigaglia. Sempre insieme nelle occasioni mondane della gaudente Vienna, amavano trascorrere il tempo libero a passeggio nel Prater o frequentando i teatri d’operetta, gli spettacoli circensi e i numerosi café-chantant della città. Tra i due amici vi era un rapporto di fiducia e stima anche sul piano professionale. Rosario, prima di presentare nuovi lavori al maestro Mandyczewski, li sottoponeva all’amico dal quale pretendeva poi un giudizio sincero.

### Tournée in Germania e affermazione come compositore
Terminati gli studi a Vienna, Rosario Scalero, decise di effettuare una tournée in Germania per presentare al pubblico le sue musiche. Tutte le composizioni di Scalero furono acquistate da parte della maggior casa editrice tedesca, la Breitkopf & Härtel di Lipsia. Questo contratto con Breitkopf decretò la notorietà internazionale di Scalero come compositore.

### 1913-1915: la Società del Quartetto
Nel 1913 Scalero fondò a Roma la Società del Quartetto che organizzava concerti nelle più prestigiose sale della città. Tra i suoi compiti vi era anche la programmazione artistica. Nei concerti della Società del Quartetto tra il 1912 e il 1915 Scalero inserì tutta la produzione quartettistica e di musica da camera esistente dal Seicento e Settecento italiano a Haydn, Mozart, Beethoven e i romantici tedeschi, arrivando fino ai moderni Borodin, Smetana, Grieg, Albéniz, Granados, Franck, Debussy, Strauss e Reger. Scalero fu anche largo di riconoscimenti verso i musicisti italiani, rappresentati da Verdi e da Martucci, fino ai modernissimi Sgambati, Davico, Tommasini, Ravvenna, Mantica, Setaccioli e Gasco. Si adoperò anche alla costituzione di un Quartetto vocale stabile che avrebbe permesso di valorizzare, per la prima volta in Italia, l’immenso patrimonio della musica vocale italiana, da Palestrina fino a Verdi. Tra le voci del Quartetto vi era anche il tenore Beniamino Gigli. Nel 1915, quando l’Italia entrò nella prima guerra mondiale, la Società del Quartetto si sciolse.

### Il trasferimento negli Stati Uniti

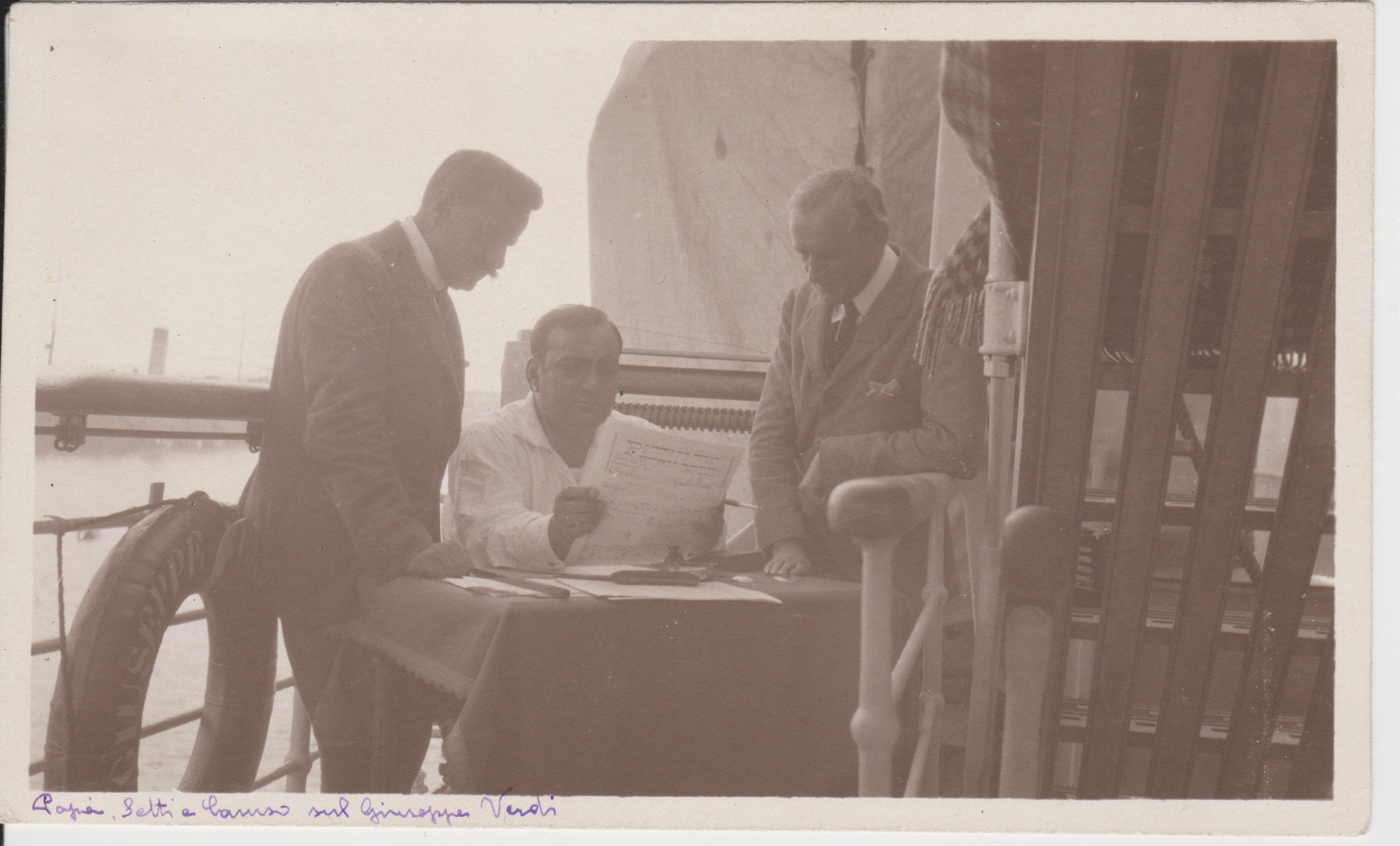
Scalero, Setti e Caruso, agosto 1919, a bordo del transatlantico Giuseppe Verdi

Nel 1919 Scalero ricevette un telegramma dall’America che mutò completamente le sorti della sua vita. Proveniva dalla Mannes School di New York che gli offriva la cattedra di composizione lasciata libera dal famoso Ernest Bloch. Così il 13 agosto 1919 Scalero partì da Genova alla volta del nuovo mondo con il transatlantico Giuseppe Verdi. Tra i compagni di viaggio vi erano anche Giulio Setti, direttore del Metropolitan Opera House di New York, e il noto tenore Enrico Caruso. Scalero arrivò a New York il 2 settembre 1919. Egli si adattò subito al nuovo continente. Ciò che apprezzava maggiormente di New York erano il dinamismo, l’efficienza, la positività dell’ambiente americano. Il suo tempo si divideva fra il frenetico lavoro d’insegnante e di compositore e la frequentazione di teatri, mostre, musei, concerti e cinematografo, la cui incredibile diffusione, nella New York degli anni ’20, era il riflesso di una città vitale e cosmopolita. Non a caso gli anni che vanno dal 1920 al 1930 in America sono oggi chiamati «the roaring twenties» per definire così un periodo estremamente vivace in tutte le arti. A partire dal 1918 la musica negli Stati Uniti conobbe uno straordinario sviluppo. Molti celebri insegnanti, compositori e direttori d’orchestra, giunti dall’Europa, come Igor Stravinskij, Darius Milhaud, Arnold Schönberg, Wanda Landowska, Bruno Walter, Arturo Toscanini, contribuirono enormemente al progresso musicale degli Stati Uniti.
Scalero era diventato negli Stati Uniti talmente noto e stimato come insegnante che nel 1924 fu chiamato a insegnare presso il Curtis Institute of Music di Filadelfia, allora considerato il più importante istituto musicale americano accanto alla Juilliard School. Fondato nell’ottobre del 1924 e sostenuto dalla splendida liberalità della mecenate Mary Louise Curtis, il Curtis era un Conservatorio modello, dotato di mezzi finanziari quasi illimitati e di un corpo docente formato dai più bei nomi del panorama musicale americano ed europeo. Nella convinzione che «only great teachers can make a great school» la signora Curtis aveva affidato la direzione dei vari dipartimenti della scuola a famosi artisti giunti a Filadelfia da ogni parte del mondo. Tra questi anche Scalero.
Nel 1927 Scalero fu nominato Direttore del Dipartimento di teoria e composizione musicale del Curtis. Le composizioni create dagli allievi di Scalero venivano presentate pubblicamente e spesso premiate da borse di studio. Tra gli allievi si annoverano Samuel Barber, Gian Carlo Menotti e Nino Rota, eccezionale triade che onora la scuola di Scalero.

### I seminari in Valle d’Aosta e nel Canavese

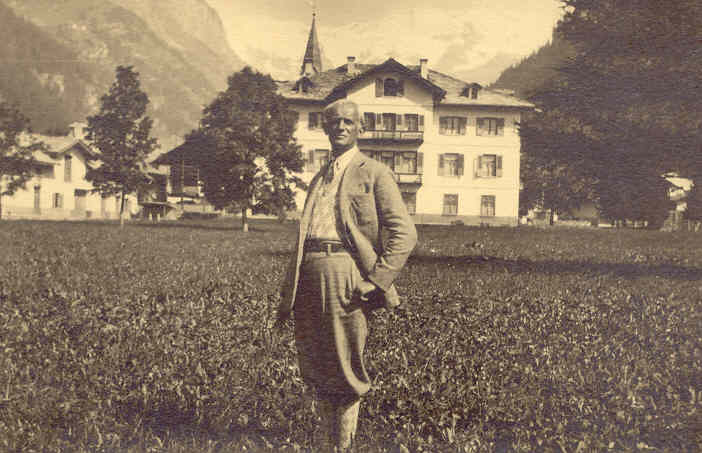
Scalero a Gressoney, 1928

Scalero aveva una gran cura per i suoi discepoli tanto da non distaccarsene neanche durante i brevi periodi di vacanza in Italia. Egli organizzava soggiorni a Gressoney in Valle d’Aosta, dove, nella tranquillità, poteva tenere le lezioni agli allievi americani e portare avanti la sua attività compositiva. Quando, nel 1929, acquistò il Castello di Montestrutto egli ricevette là i suoi allievi. Samuel Barber, Gian Carlo Menotti e Nino Rota vi si recarono più di un’estate.
Nell’estate del 1930, giunti nel Canavese per frequentare le lezioni del maestro, Gian Carlo Menotti e Samuel Barber vollero salire ancor più in alto rispetto al castello acquistato dagli Scalero a Montestrutto e si sistemarono nel paesino di Andrate, presso l’Hotel Belvedere, in una camera con balcone da cui si godeva di una bellissima vista panoramica. Dato che nella camera vi era un solo pianoforte, essi avevano disposto di averne un altro in un’abitazione privata lì vicino. Il sabato mattina i due ragazzi si recavano, scendendo lungo l’antica mulattiera che collega Andrate e Montestrutto,  al Castello dove facevano lezione con il maestro. Pranzavano con la famiglia Scalero e nel pomeriggio intraprendevano lunghe camminate.

### Gli ultimi anni negli Stati Uniti e il ritiro a Montestrutto
Nel 1942 Scalero, ormai in età avanzata (dopo la morte della sua prima moglie Clementina Delgrosso che aveva sposato nel 1892 e da cui aveva avuto le tre figlie Liliana, Alessandra e Maria Teresa) sposò la giovane Germaine Pépin, sorella di Clermont Pépin, allievo canadese di Scalero. Dopo il matrimonio con Germaine, Scalero, ormai in età avanzata, presentò le proprie dimissioni al Curtis. Come suo sostituto all’Istituto scelse Gian Carlo Menotti, quello, fra tutti i suoi discepoli al quale rimase più legato.
Dal 1946 si ritirò a vita privata a Montestrutto, ma non rinunciò alla musica. Dagli Stati Uniti alcuni allievi americani lo seguirono per concludere gli studi: tra questi Rudolf Schirmer, erede della famosa casa editrice di New York, e David Kimball. A concludere il trio degli ultimi fedelissimi si aggiunse nel 1950 un ventenne “fiorentino” di nome Antonino Riccardo Luciani che fu il suo ultimo allievo. A quel tempo il maestro veniva contattato da giornalisti e musicologi interessati soprattutto all’allievo Gian Carlo Menotti, diventato ormai celebre in tutto il mondo dopo il successo americano de "Il Console". Tra questi il musicologo torinese Andrea della Corte e Giuseppe Maria Musso, musicista, pittore e poeta canavesano. Rosario Scalero morì a Montestrutto nella notte del 24 dicembre 1954. Negli ultimi anni stava compilando un’opera di teoria musicale, "La creazione musicale", rimasta inedita e incompleta. Sono rimasti gli appunti di questo lavoro, dattiloscritti e ben organizzati in capitoli, insieme a moltissimi altri testi sulle sue lezioni di storia della musica, di teoria musicale e di composizione, tenuti durante i suoi corsi.

## Linguaggio musicale
Scalero fu sommamente apprezzato come violinista. Ciò che veniva lodato nel suo modo di suonare, non era tanto la tecnica virtuosistica ma la morbidezza, la purezza e la dolcezza del suono, la cantabilità tipicamente italiana, insieme ad una prodigiosa memoria e a un bel violino, costruito dal liutaio Camillo Camilli nel Settecento, acquistato da Scalero nel 1895.
Per quanto riguarda la sua attività di compositore, si può distinguere un primo stile che è ravvisabile nei lavori pubblicati dalle case editrici Breitkopf e Simrock (1910-1919), frutto del periodo viennese, felice e fecondo dal punto di vista compositivo, e il secondo stile che caratterizza i lavori, quasi tutti manoscritti, nati durante il periodo americano (1919-1946). Se è possibile tracciare un quadro preciso della sua prima produzione perché coincide interamente con le opere pubblicate da Breitkopf di Lipsia e Simrock di Berlino (fino al 1919 circa), sullo stile compositivo della maturità, è stato invece arduo, fino ad ora, tracciare una valutazione esaustiva. I lavori esistenti, infatti, per varie ragioni, dovute principalmente ai numerosi cambi di dimora e viaggi del compositore, risultavano, fino a poco tempo fa, essere sparsi tra l’Italia, l’America e il Canada. Con l’atto di donazione del Fondo “Monique Arnoldi de Ruette” (nipote del Maestro) nel settembre 2019 (che ha riunito i materiali documentari del Castello di Montestrutto a quelli della casa degli eredi a Laval, in Québec) all’Istituto per i Beni Musicali in Piemonte, si è registrato un notevole passo in avanti nella ricerca musicologica. Il fondo, infatti, contiene una quantità cospicua di manoscritti di Scalero rimasti inediti (con molteplici revisioni) che gettano nuova luce sulla sua figura di compositore.

### Primo stile: tardo romanticismo
Nei primi lavori da camera, quelli composti a Vienna sotto la guida di Mandyczewski, lo strumento principe è il violino, da solo o accompagnato dal pianoforte, esplorato in tutte le sue possibilità tecniche ed espressive. La Sonata op. 12 è sicuramente una delle composizioni più interessanti di Scalero. Il successo ottenuto dal brano, soprattutto negli Stati Uniti, deve essere spiegato tenendo in considerazione l’opera di diffusione che David e Clara Mannes, musicisti fondatori della Mannes Music School, seppero operare presso il pubblico americano. Strutturata in tre tempi, secondo le più classiche tradizioni, la Sonata op. 12 è molto amata dagli interpreti perché offre grandi possibilità espressive.
Nel periodo viennese, accanto a lavori strumentali, troviamo anche lavori corali sacri, Mottetti op. 6 e op.7, 6 Pezzi Sacri op. 18, che risultano essere esempi di canto corale a cappella costruito mediante una severa scrittura contrappuntistica, con riferimento evidente al modello corale di Brahms, pur dimostrando un trattamento melodico e armonico molto più ardito negli intervalli. Anche nella musica strumentale, Suite op. 20 e Preludi (Canoni) per pianoforte op. 21, egli ha una propensione a sovrapporre e a intersecare le linee, dimostrando di padroneggiare la tecnica del contrappunto grazie agli insegnamenti di Mandyczewski. Sebbene Scalero scriva canoni, fughe e musica sacra, dimostrando interesse per il contrappunto, il suo talento rimane essenzialmente tardo-romantico, caratterizzato da un intenso slancio lirico, presente in tutte le sue composizioni per violino e pianoforte. Con questa sua prima produzione viennese, egli dà un’immagine di sé di un musicista tardo-romantico in sofferto equilibrio tra contrappunto, forma classica e romanticismo.

### Secondo stile: verso l'impressionismo
Il trasferimento del 1919 negli Stati Uniti può essere considerato una svolta fondamentale nel percorso esistenziale e artistico del compositore. Un radicale cambiamento di vita con l’inserimento all’interno di un ambiente dinamico e ricco di fermenti culturali. L’esperienza americana permise a Scalero di entrare in contatto con direttori e solisti di fama internazionale che apprezzarono ed eseguirono molti dei suoi lavori. Tutte le opere scritte negli Stati Uniti non furono però mai pubblicate e, dopo il successo americano, caddero in oblio, ad eccezione del poema sinfonico La divina foresta op. 32 pubblicata nel 1932 dalla Carisch di Milano, un lavoro per grande orchestra che ebbe una tiepida accoglienza a Torino nel 1932 con l’orchestra della EIAR, sotto la direzione di Bernardino Molinari. Eseguita nel 1940 a Filadelfia sotto la direzione di Eugene Ormandy riscosse invece grande successo. La composizione è stata di nuovo riproposta in Italia nel 2006 dall’Orchestra dell’Accademia Stefano Tempia di Torino diretta da Massimo Peiretti. In questa composizione si intravede un modo di comporre molto diverso, definibile appunto “secondo stile” o stile della maturità, rispetto a quello delle composizioni viennesi. Attraverso le tipiche sonorità di nona, scale esatonali e a collegamenti armonici imprevisti, il compositore sembra abbandonare il linguaggio classico-romantico per accostarsi al gusto impressionista tipico di Debussy.
Per il Quartetto vocale compose La pioggia nel Pineto op. 31, ma il compositore ebbe un rapporto perennemente tormentato con il brano, non riuscendo mai a trovare una forma e uno stile definitivo. L’opera, creata sui versi della poesia La pioggia nel pineto di D’Annunzio, con un chiaro intento simbolista, venne eseguita varie volte negli Stati Uniti. In Italia è stata eseguita solo una volta a Montestrutto nel 2004, nell’ambito della 7ª edizione del Festival Musicale della Via Francigena Canavesana diretta da Antonio Mosca.

### Terzo stile: impressioni americane post impressionistiche
Scalero in America si spinse oltre l’impressionismo accogliendo fermenti musicali che giungevano dal jazz. Egli aveva scoperto la musica blues frequentando il cinematografo. I film, diventati sonori alla fine degli anni Venti, avevano accolto come accompagnamento musicale anche i generi del ragtime e del blues. Scalero aveva l’abitudine di pranzare in un lussuoso hotel del centro ascoltando una jazz band. Questi suoni andarono a confluire nel Finale del suo Concerto per violino op.30, dove egli inserì una melodia “blue” americana. Questo concerto commissionato a Scalero dal virtuoso Efrem Zimbalist non fu mai eseguito, rimase inedito e venne rimaneggiato per anni, con diverse versioni.